# 赫尔卢夫·温格
阿道夫·赫尔卢夫·温格（丹麥語：Adolf Herluf Winge，1857年3月19日—1923年11月10日）是丹麦动物学家。

## 生平
在哥本哈根大学就学期间，温格对鼹鼠、鼩鼱和刺猬等哺乳动物产生了浓厚兴趣。他研究了哺乳动物的齿列，并对不同动物的牙尖相似性进行了对比。从1885年起，他开始在哥本哈根大学动物博物馆工作。他后来还研究过丹麦古代贝塚中的动物残骸。
温格被一些学者描述为拉馬克主義者。